# Ambasada Węgier w Rydze
Ambasada Węgier w Rydze (węg. Magyarország Nagykövetsége Riga, łot. Ungārijas vēstniecība Latvijā) – misja dyplomatyczna Węgier w Republice Łotewskiej.
Węgierski attaché wojskowy akredytowany na Łotwie rezyduje w Warszawie.

## Historia
Węgry nawiązały stosunki dyplomatyczne z Łotwą 20 lipca 1921. 2 września 1991 zostały one wznowione po zakończeniu sowieckiej okupacji Łotwy. Ambasadę Węgier w Rydze otworzono 22 listopada 2007.